# Mellantjärnen (Ramsele socken, Ångermanland)
Mellantjärnen är en sjö i Sollefteå kommun i Ångermanland och ingår i Ångermanälvens huvudavrinningsområde.